# Perry Rhodan – Der ewige Kosmonaut
Perry Rhodan – Der ewige Kosmonaut ist eine ZDF-Fernsehdokumentation von 1993 über die Science-Fiction-Romanheftserie Perry Rhodan.

## Handlung
Die Dokumentation besteht aus einer Montage von Interviews, (zum Teil historischen) Dokumentarfilmaufnahmen, Ausschnitten aus dem Spielfilm Perry Rhodan – SOS aus dem Weltall von 1967, Ausschnitten aus einem Perry Rhodan-Fanfilm sowie einer Rahmenspielhandlung, in der Pavel Fieber als Perry Rhodan und ein nicht genannter Schauspieler als Perry Rhodans Sidekick Bully auftritt.
Perry Rhodan ist mit seinem Raumschiff durch einen unkontrollierten „Hypersprung“ über 2800 Jahre in der Vergangenheit und damit in der irdischen Gegenwart gelandet und muss feststellen, dass es auf der Erde immer noch Kriege gibt, obwohl die „Dritte Macht“ diese doch durch die Einigung der Menschheit längst beseitigt hat. Allerdings wurden seine Erlebnisse bereits verfilmt, wie er anhand von Szenen aus dem Spielfilm erfährt.
Der Perry Rhodan-Autor Ernst Vlcek erscheint. Das „Positronengehirn“ des Raumschiffs erklärt Rhodan, dass dieser Mensch seine Zukunft plant. Rhodan befindet sich in einer Parallelwelt, in der er nur der Held einer Groschenromanserie ist. Diese ist allerdings die größte Science-Fiction-Serie der Welt. Rhodan will nun mehr über die Serie wissen.
Eine Erzählstimme aus dem Off erklärt, dass Perry Rhodan seit über 30 Jahren seine Leser begeistert. Die Romanhefte kosten aktuell 2,50 DM. Der Anfang der Serie liegt in den frühen 1960er Jahren im Kalten Krieg. Der Atomkrieg wird geübt, angeblich zur Abschreckung. Der Kosmonaut Juri Gagarin flog mit der Wostok 1 als erster Mensch in den Weltraum. Ein neues Zeitalter begann, der Wettlauf um die bemannte Raumfahrt.
In einem Interview erklärt Autor Walter Ernsting alias Clark Darlton die Entstehungsgeschichte der Serie. Eines der Vorbilder sei die US-amerikanische Serie Captain Future gewesen.
Die Erzählstimme berichtet über die Geschichte von Perry Rhodan. Auf dem Mond trifft er auf Außerirdische und verhindert mit ihrer Technologie den Atomkrieg. In fernsten Welten besteht er unglaubliche Abenteuer. Auch dort geht es nicht ganz friedlich zu. Unterstützt wird er von Atlan und Gucky, dem Mausbiber. Durch einen „Zellaktivator“ ist er unsterblich und „düst“ daher inzwischen im 5. Jahrtausend und knapp 1700 Bänden durchs All, um kosmische Rätsel zu lösen. Einige Bände erscheinen bereits in der fünften Auflage. Die wöchentliche Gesamtauflage aller Perry Rhodan-Produkte beträgt 700.000. Die Serie wurde in acht Sprachen übersetzt und besitzt eine weltweite Fangemeinde. Kritiker bezeichnen die Serie als Schundliteratur.
Ernst Vlcek erklärt die Konzeption der Serie mit Hilfe von Exposés. Er verfasst jede Woche ein Handlungsskelett für die übrigen Autoren. Dabei muss er über 500 Völker und 15.000 Figuren den Überblick behalten. Außerdem verfügt die Serie über ein einzigartiges Fachvokabular. Auf die Frage der Filmautoren, was die Botschaft der Serie ist, nennt er an erster Stelle Unterhaltung. Man könne sich durch die Serie aber auch bilden; sie vermittle Positives Denken.
Auf einer Autorenkonferenz, an der neben Vlcek unter anderem auch Walter Ernsting, Uschi Zietsch, Robert Feldhoff, H. G. Ewers (Pseudonym von Horst Gehrmann) und H. G. Francis (Pseudonym von Hans Gerhard Franciskowsky) teilnehmen, wird über die weitere Konzeption der Serie diskutiert.
Der Literaturwissenschaftler Rainer Stache (* 1954 Berlin), der über die Perry Rhodan-Serie promovierte, berichtet im Interview über Aspekte der Serie. Ein junger Student erklärt seine Tätigkeit als Risszeichner. Eine Gruppe von Fans wird zu ihrer Einstellung zur Serie befragt. Ist es eine Sucht oder Manie? Vater und Sohn Steinbüchel werden vorgestellt. Der Vater ist Fan der ersten Stunde. Die Familie besitzt eine riesige Sammlung von Serien-Figuren; einige Objekte haben inzwischen einen Wert von 2,500.- DM.
Der Zeichner Johnny Bruck wird besucht. Er hat in 32 Jahren 3.000 Zeichnungen für Perry Rhodan gefertigt. Seine Leidenschaft ist die Jagd. Tiermotive dienen ihm als Vorlage für außerirdische Lebewesen. Er sieht sich selbst nicht als Künstler, sondern als „guter Handwerker“.
In einem Interview mit dem Filmproduzenten Bernd Eichinger erklärt dieser, dass Perry Rhodan so phantastisch angelegt ist, dass eine Verfilmung bisher technisch nicht zu realisieren war. Nun gebe es aber neue elektronische Verfahren. Er ist zuversichtlich, dass es einen oder mehrere Perry Rhodan-Spielfilme geben wird.
Der Perry Rhodan-Fan und Filmemacher Hans-Joachim Thunack (* 1949 Berlin) hat in Berlin zusammen mit dem Perry Rhodan-Filmclub einen Fanfilm gedreht. Die Idee entstand vor über 20 Jahren. In einer ehemaligen Metzgerei in Berlin-Kreuzberg stehen auf 35 Quadratmetern die Requisiten. „Terrania City“ wurde aus Pappe, Kunststoff und Verpackungsmaterial konstruiert. Rund 200 Personen haben an dem Projekt teilgenommen; die Produktionskosten beliefen sich auf rund 50.000.- DM. Die Beteiligten wollten zeigen, dass Perry Rhodan verfilmbar ist. Das Ergebnis sei nicht vergleichbar mit Hollywood-Produktionen, versetze aber Filmprofis in Erstaunen.
Perry Rhodan leitet auf seinem Raumschiff einen „Dimensionentransfer“ ein und fliegt „ab nach hause“.